# Iván Martýnov
Iván Ivánovich Martýnov ( translitera al cirílico Иван Иванович Мартынов) ( 1771, Perevolochna - 1 de noviembre de 1833, San Petersburgo) fue un botánico ruso.
Nace en la provincia de Poltava, en la familia de un sacerdote. Estudia allí hasta 1788, después va al seminario de Neva, de 1788 a 1792. Después de terminado el seminario, fue maestro de lengua griega, luego de gramática latina, poesía y retórica, pasando luego al servicio de un colegio extranjero.
En 1796 comienza a publicar en la revista "Musa".
En 1797 es designado maestro de lengua rusa y geografía en la Universidad de Smolni. Y comienza a encargarse de muchas traducciones.
En 1803 es designado por el director del Ministerio de Instrucción Pública, para establecer el "Instituto de Pedagogía (donde era además conferencista de estética, y muchos otros establecimientos de enseñanza).
Entre 1804 a 1805 publica la revista "Boletín del norte". Y en 1806 escribe un estatuto de censura.
En los años 1823-1829 edita 26 tomos de sus traducciones.
Y su aporte esencial a la ciencia, fue el diccionario Техно-ботанический словарь на латинском и российском языках, составленный Иваном Мартыновым.- Спб.: В тип. Имп Рос. Акад., (1820), de terminología y glosario de términos de botánica en latín y en ruso (sobre la base de la francesa) con nomenclatura. Cuando ese libro se reedita en 1990, fue reconocida su gran importancia.
Fue especialista en las espermatófitas.
Se poseen cuatro registros de sus identificaciones y nomenclatura taxonómica:
- Asteraceae Martinov - Tekhno-Bot. Slovar 55. 1820
- Avenaceae Martinov - Tekhno-Bot. Slovar 60. 1820
- Andropogonaceae Martinov - Tekhno-Bot. Slovar 28. 1820
- Prunaceae Martinov - Tekhno-Bot. Slovar 511. 1820

## Otras formas de su nombre
- Ivan Ivanovich Martynov
- Jean Martinoff

- La abreviatura «Martinov» se emplea para indicar a Iván Martýnov como autoridad en la descripción y clasificación científica de los vegetales.[1]